# Callopistria flavitincta
Callopistria flavitincta là một loài bướm đêm trong họ Noctuidae.